# OpenNeuro
OpenNeuro, precedentemente noto come OpenfMRI, è una base di conoscenza aperta di tipo open science, popolata con le immagini del cervello documentate nel corso di studi clinici condotti sull'uomo.
I contenuti sono disponibili online e possono essere sia alimentati che scaricati dai ricercatori attivi nell'ambito della neuroinformatica.

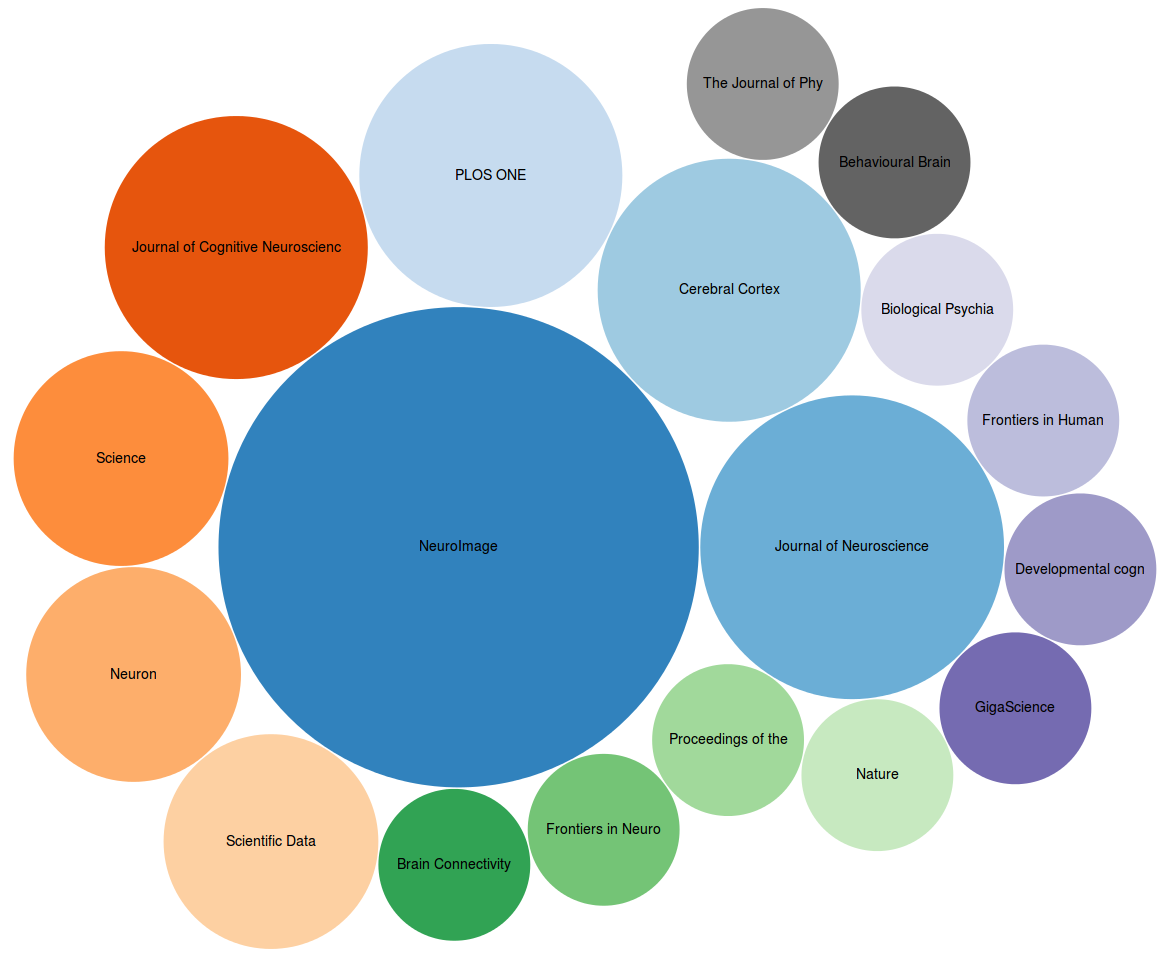
Contenuti di OpenfMRI e riviste che alimentano e/o utilizzano il repository al settembre 2016.

OpenNeuro è gestito dal gruppo di studiosi che orbitano attorno a Russell Poldrack, il quale nel 2013 espose la sua idea nell'articolo dal titolo Toward open sharing of task-based fMRI data: the OpenfMRI project. Due anni più tardi, pubblicò anche l'aritcolo intitolato OpenfMRI: Open sharing of task fMRI data.

## Storia
OpenfMRI fu preceduto dalle banche dati fMRI Data Center (fMRIDC) e 1000 Functional Connectomes Project (FCP), che potevano essere consultate presso il Neuroimaging Informatics Tools and Resources Clearinghouse, un progetto avviato nel 2006 da un'iniziativa del NIH Blueprint for Neuroscience Research, NIBIB, del National Institute on Drug Abuse, National Institute of Mental Health, National Institute of Neurological Disorders and Stroke.

Il primo, fMRIDC, ha raccolto lo stesso tipo di dati di OpenfMRI, ma li distribuisce tramite supporti fisici e non accetta più l'invio Internet di dati; il secondo, FCP, ha raccolto dati da studi fMRI allo stato di riposo.
A febbraio del 2018, OpenfMRI è stato ufficialmente ribattezzato col nome di OpenNeuro, contestualmente all'ampliamento della gamma di dati accettati e al lancio di una nuova piattaforma per l'invio e la gestione dei dati.